# 三浦左千夫
三浦 左千夫（みうら さちお、1945年〈昭和20年〉12月19日 - ）は、日本の科学者・基礎医学研究者。
専門は中南米・南米に流行地を持つ寄生虫感染症の疫学研究者。南米ブラジル・ボリビアのシャーガス病疫学研究に永く携わる。NPO法人MAIKEN代表。

## 著書

### 単著
- 「在日日系ブラジル人慢性Chagas病（虫血症）について」『Clinical Parasitology』vol. 18-1、日本臨床寄生虫学会、2007年、80-82頁
- 「貴方はシャーガス病?」『日系人ニュース』no.89、海外日系人相談センター、2007年

### 共著
- 「在日ラテンアメリカ人のChagas病検査について」『Clinical Parasitology』vol. 17-1、日本臨床寄生虫学会、2006年、122-124頁
- 『しのびよるシャーガス病 中南米の知られざる感染症』2009年。慶應義塾大学出版会 ISBN 978-4-7664-1580-3

### 監修
- 『インハンド（1）』2019年（イブニングコミックス）